# Abänderungsverfahren
Ein Abänderungsverfahren ist ein Verfahren zur Änderung gerichtlicher Entscheidungen.
Der Begriff wird insbesondere für das Verfahren vor dem Familiengericht zum Zwecke der Abänderung rechtskräftiger Entscheidungen über den Versorgungsausgleich verwendet.
Allgemein gibt es bei der Verurteilung zu künftig fällig werdenden Leistungen bei wesentlicher Änderung der maßgebenden Verhältnisse die Abänderungsklage nach § 323 ZPO.
Im Verwaltungsrecht spricht man von einem Abänderungsverfahren, wenn eine Entscheidung im einstweiligen Rechtsschutz (über die Anordnung bzw. Wiederherstellung der aufschiebenden Wirkung eines Widerspruchs) geändert wird (vgl. § 80 Abs. 7 VwGO).